# Japán ernyőfenyő
A  fenyőalakúak (Pinales) közé tartozó ernyőfenyőfélék (Sciadopityaceae) monotipikus (egyfajú) családja egyedül Japánban, Sikoku és Kjúsú szigeten, valamint Honsú szigetének Kii-félszigetén maradt fenn. Japán neve 高野槙 (kójamaki). A család egyetlen nemzetségének egyetlen faját (Sciadopitys verticillata) magyarul japán ernyőfenyőnek nevezzük. 

## Származása, elterjedése
Ősi faj: története a kréta időszakig nyúlik vissza; élő kövület. 
Fajai egykor az egész Földön elterjedtek; mára Japánba szorult vissza.

## Megjelenése, felépítése
Több szempontból is az ikertűs vagy tűnyalábos fenyőre (Pinus) emlékeztet. Eredeti termőhelyén szabályos, karcsú kúp alakú, magasan kinyúló (25–30, ritkán 40 m) koronacsúcsú fa. Az idős fák kérge vaskos, rostos bordákra tagolt. Hajtásai vaskosak, sárgásbarnák, pikkelyesek.
Levelei kétfélék:
- változó, hosszan lefutó alapú, hamar elfásodó pikkelylevelek — egy részük szórtan áll, mások a hajtások csúcsán, örvös állásban tömörülnek,
- a hajtások csúcsán övszerűen (álörvökben) álló, az „ernyők bordáit” adó lapos, hosszú levelek, úgynevezett kladódiumok. Ezek vagy a szártagok ellaposodásából, vagy két tű kettős hosszanti összeolvadásából jöhettek létre. Egy-egy kladódium 4–14 cm hosszú.

Fölálló, vaskos pikkelyű, 8–12 cm hosszú, 4–5 cm széles tobozaiban sok kis mag nő.

## Életmódja, élőhelye
Örökzöld. Fény- és páraigényes; hazájában a 700 m és 1400 m közti magassági övben a sziklás ormokon, folyó menti sziklafalakon és a hegygerinceken nő. A világ számos arborétumában megtalálható. Nagyon lassan nő, fiatalon kissé fagyérzékeny.
Tobozai két év alatt fejlődnek ki.
A teljesen mészmentes, erősen savanyú talajt kedveli.

## Felhasználása
Elegáns megjelenése és különleges levélzete miatt többfelé kedvelt kerti dísznövény. Két alakkörét termesztik:
- az alapváltozat szabályos törzset nevel kúpos koronával,

- a másik tövétől ágas bokor.

## Képek

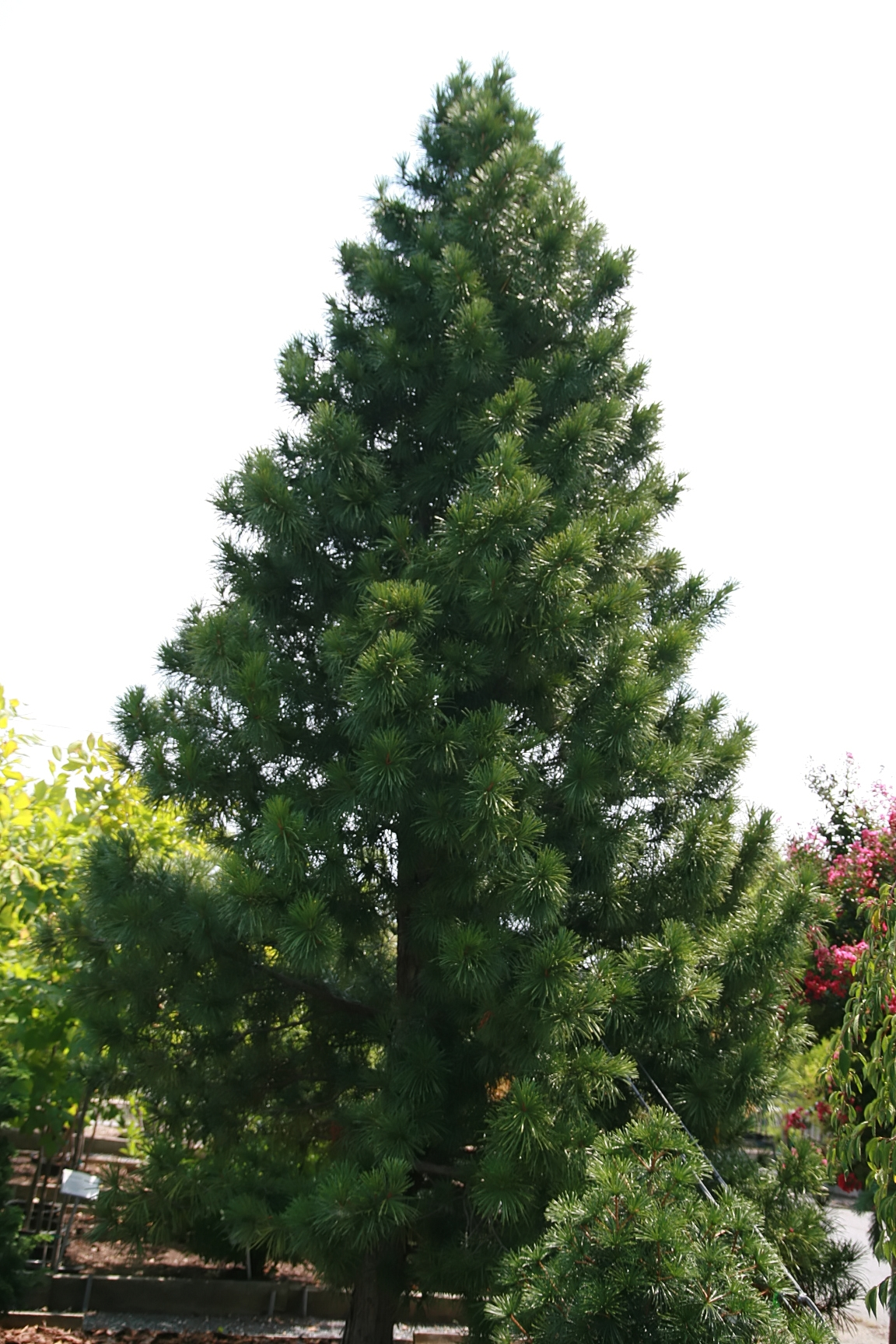
Koronája
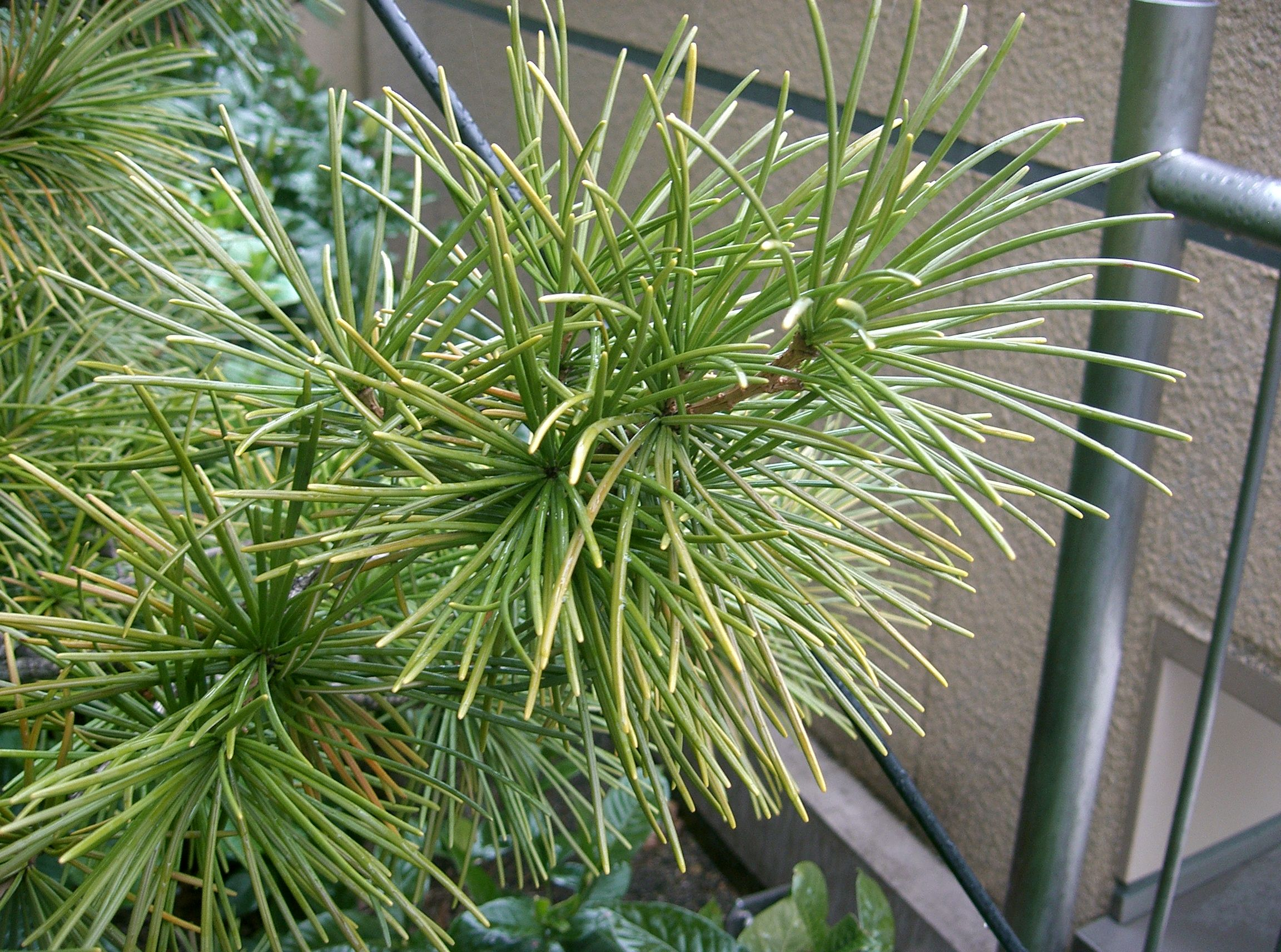
Tűlevelei
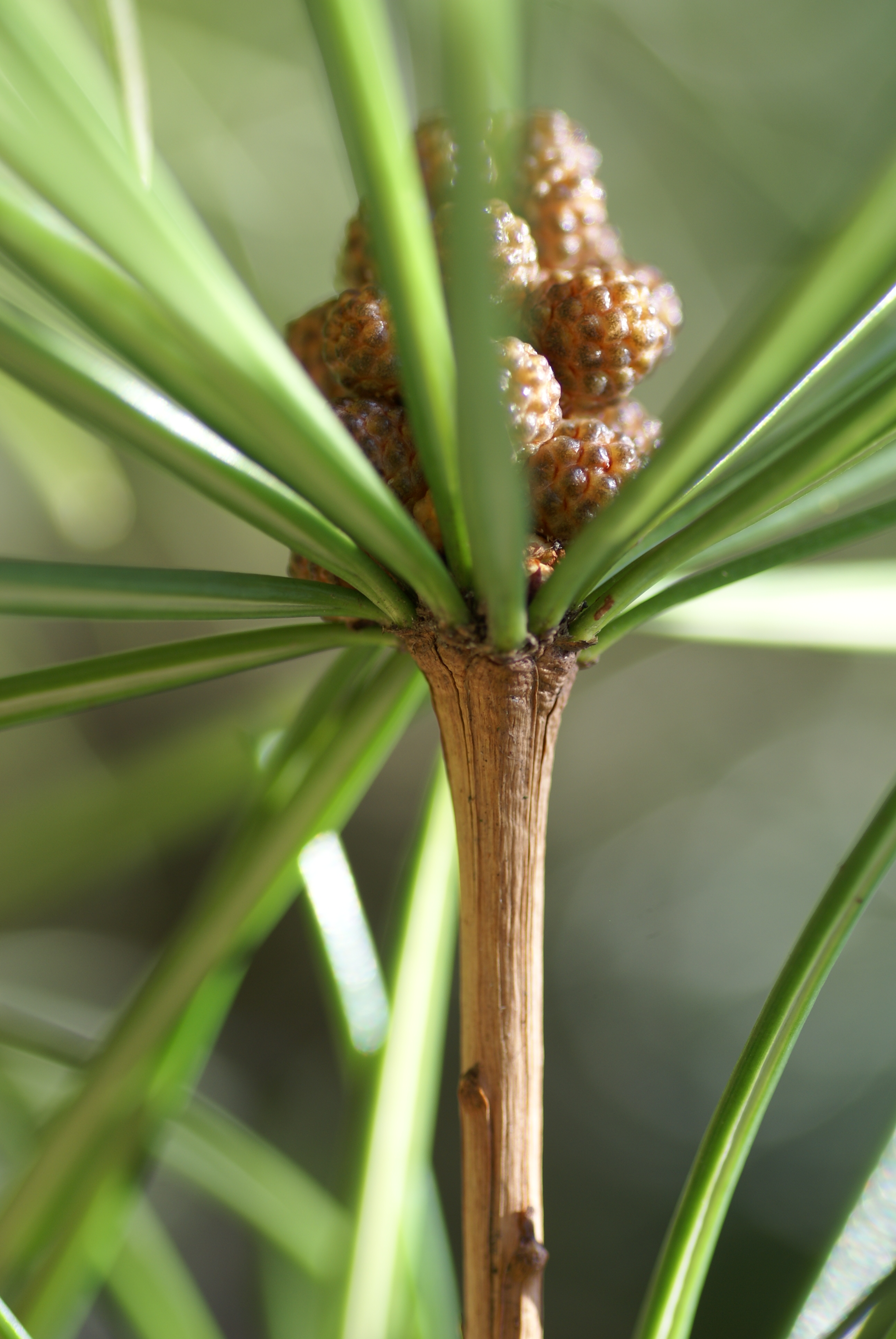
Porzós virágzata
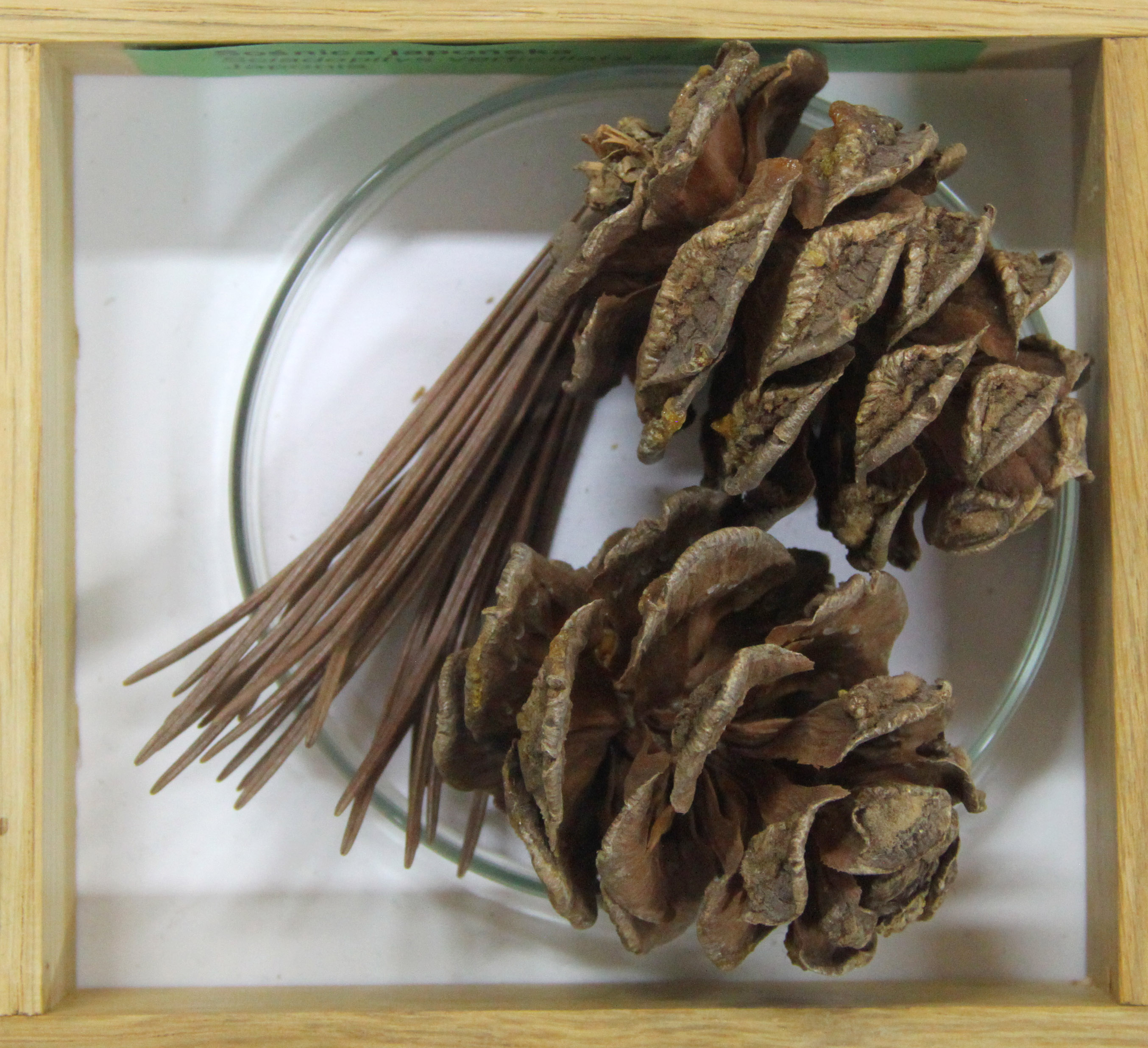
Tobozai